# 失樂園
《失樂園》（英語：Paradise Lost）是17世紀英國詩人約翰·彌爾頓以《舊約聖經·創世紀》為基础創作的史詩，文體為無韻詩，出版於1667年。第一版出版於1667年，共有10書（books）和一萬行以上的詩文；第二版出版於1674年，內容被編排成12書（books）（與維吉爾《埃涅阿斯記》格式相同），也做了些微修改和增加韻律學的註解。《失樂園》被認為是彌爾頓最著名的作品，彌爾頓因此被公認為該時代最著名的英國詩人之一。
《失樂園》內容立基於舊約聖經，講述人類墮落的故事：墮落天使撒旦誘惑亞當夏娃，導致他們被逐出伊甸園。而彌爾頓在第一書中表示他的宗旨是為了「辯證神對人類的所作所為」。

## 概述
此書內容主要描述墮落天使路西法（撒旦）從對神的反叛失敗後再重新振作、他對人間的嫉妒，以及他運用他的謀略化身為蛇，引誘亞當和夏娃違反神的禁令偷嘗智慧樹（分別善惡樹）的果實，導致人類被逐出伊甸園的故事。彌爾頓說明本書是為了「辯證神對人類的態度」，和闡明神的預見與人類的自由意志之間的衝突。
彌爾頓融合了異教信仰、古希臘文獻以及基督教信仰，在此詩中探討了多樣的主題，從婚姻、政治（彌爾頓本人在英國內戰期間是活躍的政治份子）到君主政體；同時也辯證許多困難的神學議題，包括命運、宿命、三位一體、以及原罪和死亡在世界中的出現。另外還包含了天使、墮落天使、撒旦、以及天堂中的戰爭。這是一部由基督徒詩人用古希臘風格所作，用宗教反派撒旦為要角的希伯來史詩。
詩中上帝被描繪為獨斷的暴君，而撒旦只是愛好自由，具有反抗精神的人，對惡魔有英雄式的描寫，影響後世的惡魔觀。作者只是藉由撒旦的故事來表達對王朝復辟的憤慨之情。

## 人物

### 撒旦
撒旦說出了全篇最著名的一句「寧在地獄稱王，不在天堂為僕」("Better to reign in Hell than serve in Heaven")。
- 身分：原為最崇高的大天使，因驕傲與反叛被打入地獄。
- 經典語錄：「Better to reign in Hell than serve in Heaven.」（寧在地獄稱王，不在天堂為僕）
- 形象：反抗權威、充滿魅力又具悲劇性的角色；他不只是邪惡的化身，也象徵自由意志與叛逆。
- 重要性：是全詩最具戲劇張力的角色，有人甚至認為他才是主角。

### 亞當
- 身分：人類的始祖，神所創的第一個男人。
- 性格：理性、尊敬神，但也對夏娃有深深的愛。
- 悲劇性：因為愛與責任，選擇與夏娃一起吃下禁果，導致人類墮落。